# وادي أبو سليط
وادي أبو سليط وهو وادي يقع في مدينة ناعور، التي تقع إلى الغرب من مدينة عمان عاصمة الأردن، ويربطها بغور الأردن.

## جغرافيا
يمتاز الوادي بسيله الذي تكثر فيه شلالات المياه وكثرة عيونه العذبة التي تغذو السيل بالمياه على مدار العام، كما يمتاز بمناخه الغوري شديد الحرارة صيفا ولطيفها شتاء، كما تتناثر فيه الهضاب العديدة المستوية حينا والحادة حينا آخر، لكن أهم ما يميز هذا الوادي هو جباله الشاهقة التي تنحدر سفوحها بحدة نحو بطن الوداي، وعلى حفافي الوادي تنبسط مساحات واسعة من الأراضي ذات التربة الخصبة الصالحة للزراعة صيفا وشتاء، إن وادي أبو سليط هو حديقة غناء وارفة الظل السجيّ والضلال الأنيسة تخلب لب الناظر وتعبث بعقل المتأمل.